# Terapon puta
Terapon puta és una espècie de peix pertanyent a la família dels terapòntids.

## Descripció
- Pot arribar a fer 16 cm de llargària màxima.
- 11-12 espines i 9-11 radis tous a l'aleta dorsal i 3 espines i 8-9 radis tous a l'anal.[3][4]

## Alimentació
Menja peixos i invertebrats.

## Hàbitat
És un peix marí, d'aigua dolça i salabrosa; bentopelàgic, amfídrom i de clima tropical, el qual viu fins als 30 m de fondària a les aigües costaneres, estuaris salobres i manglars.

## Distribució geogràfica
Es troba a Austràlia, Egipte, l'Índia, Indonèsia, Kuwait, el Líban, Malàisia, Moçambic, Oman, el Pakistan, Papua Nova Guinea, les illes Filipines, Somàlia, Tanzània, Tailàndia i el Vietnam. Ha colonitzat recentment la mar Mediterrània a través del Canal de Suez.

## Observacions
És inofensiu per als humans.